# Сан-Джустино (титулярная церковь)
Титулярная церковь Сан-Джустино (лат. Titulus Sancti Iustini) — титулярная церковь была создана Папой Иоанном Павлом II в 2003 году. Титул принадлежит церкви Сан-Джустино, расположенной в квартале Рима Алессандрино, на виале Алессандрино.

## Список кардиналов-священников титулярной церкви Сан-Джустино
- Иоанн Батист Фам Минь Ман — (21 октября 2003 — по настоящее время).